# 山梨県小瀬スポーツ公園武道館
山梨県小瀬スポーツ公園武道館（やまなしけん・こせスポーツこうえん・ぶどうかん）は、山梨県甲府市の山梨県小瀬スポーツ公園内にある武道館、屋内競技施設。施設は山梨県が所有し、山梨県スポーツ協会が指定管理者として運営管理にあたっている。

## 概要
1996年に山梨県で開催された全国高校総体の武道会場として竣工（かいじ国体のときは県内全市町村開催のため武道関連の競技も分散して行なわれたが、高校総体の開催場所は甲府市近隣に限られたため新たに建設する必要があった）。外観は日本の城をイメージさせるものであり、館内は多目的ホールをはじめ柔道、剣道、相撲、弓道の各会場が入っている。また、床にスプリングを入れるなど安全にも配慮された構造となっている。

## 施設
全フロア冷暖房完備となっている。

### メインアリーナ（多目的ホール）
- 総面積:3,295m2
- フロア面積:1,991m2（53.1m×37.5m）
- スタンド:2,864席（固定1,424席、可動1,440席）
- 床:楢材使用

### 第一武道場（剣道場）
- 総面積:610m2
- フロア面積:531m2（17.7m×30.0m）
- 床:松材使用（スプリング入り）

### 第二武道場（柔道場）
- 総面積:610m2
- フロア面積:531m2（17.7m×30.0m）
- 床:畳（スプリング入り）

### 弓道場
- 総面積:1,144m2
- 射場:近的(28m)12人、遠的(60m)6人
- スタンド:固定200席
- 床:床暖房完備

### 相撲場
- 総面積:722m2
- 土俵:1面（練習用として屋外に4面）
- スタンド:固定150席

### フィットネスセンター
- ウエイトトレーニングマシンやエアロバイクなどを完備

## 交通アクセス
- 山梨県小瀬スポーツ公園#交通アクセスを参照